# Марусич Максим Вячеславович
Максим Вячеславович Марусич (нар. 17 липня 1993, Полтава, Україна) — український футболіст, півзахисник клубу «Верес».

## Клубна кар'єра
Вихованець ДЮСШ полтавської «Ворскли». Після завершення навчання грав у юнацькій команді у Олександра Омельчука та молодіжній команді у Володимира Юрійовича Прокопіненка. Влітку 2014 роки контракт футболіста з «Ворсклою» закінчувався, і розуміючи, що Василь Сачко в першій команді на нього не розраховує, Марусич за сприяння свого друга Вадима Немешкала перейшов до львівських «Карпат».
Того ж літа на перших зборах з новим клубом у Словенії футболіст провів декілька контрольних матчів, в яких забив два м'ячі у ворота латвійської «Юрмали». 27 липня 2014 року в першому турі української Прем'єр-ліги Марусич дебютував у першій команді «Карпат», замінивши наприкінці гри Тараса Пучковського. Через тиждень ще декілька хвилин за «Карпати» Марусич зіграв у матчі проти донецького «Металурга». Ще до закриття трансферного вікна, яке тривало до 31-го серпня, «Карпати» розірвали контракт з Марусичем. За словами спортивного директора львівського клубу Юрія Беньо таке швидке розставання з футболістом було пов'язано з тим, що через високу конкуренцію в «Карпатах» він не зміг би повноцінно себе проявити в Прем'єр-лізі. Його вирішили відпустити, щоб «не маринувати». Інакше він просто не зміг би прогресувати.
Ставши вільним агентом, Марусич проходив перегляд у дніпродзержинській «Сталі», а потім — у комсомольському «Гірник-спорті», в якому й продовжив кар'єру. 25 листопада 2015 року було оголошено про припинення співпраці між гравцем і клубом «Гірник-спорт». У березні 2016 року перейшов у чернігівську «Десну».
1 березня 2017 року Максим оголосив, що приєднається до клубу «Йонава» з литовської А-ліги. У підсумку провів за команду 32 матчів, в яких забив 8 голів.
13 березня 2018 року підписав контракт із ризьким РФШ, який виступав в еліті латиського футболу. У тому ж році здобув бронзові нагороди чемпіонату Латвії та став другим бомбардиром турніру (14 голів).
Наступну першість Латвії розпочав у складі РФШ, але в ході сезону перейшов до «Єлгави», з якою дістався фіналу Кубка Латвії, програного колишньому клубу з рахунком 2:3.
У 2020 році виступав за казахстанський «Каспій», а в 2021-му повернувся до чемпіонату Литви до команди  «Рітеряй».
24 серпня 2022 року підписав контракт з ФК «Інгулець». У сезоні 2022/23 провів за команду із Петрового 25 матчів в рамках УПЛ і відзначився двома м'ячами.
2 липня 2023 року приєднався до рівненського «Вереса», підписавши з командою річну угоду. 
| Сезон   | Команда        | Турнір       | М  | Г  |
| ------- | -------------- | ------------ | -- | -- |
| 2014-15 | «Карпати»      | Прем'єр-ліга | 2  | 0  |
| 2014-15 | «Гірник-Спорт» | Перша ліга   | 12 | 3  |
| 2015-16 | «Гірник-Спорт» | Перша ліга   | 14 | 1  |
| 2015-16 | «Десна»        | Перша ліга   | 3  | 0  |
| 2016-17 | «Гірник-Спорт» | Перша ліга   | 16 | 6  |
| 2017    | «Йонава»       | А-ліга       | 28 | 8  |
| 2018    | РФШ            | Вища ліга    | 27 | 14 |
| 2019    | РФШ            | Вища ліга    | 7  | 1  |
| 2020    | «Каспій»       | Прем'єр-ліга | 10 | 1  |
| 2021    | «Рітеряй»      | А-ліга       | 18 | 3  |
| 2022-23 | «Інгулець»     | Прем'єр-ліга | 25 | 2  |

## Досягнення
- Бронзовий призер чемпіонату України в Першій лізі: 2014/15
- Бронзовий призер чемпіонату Латвії: 2018

## Кар'єра в збірній
Викликався до складу юнацької збірної України (U-16) та молодіжної збірної України.